# Monique Keraudren
Monique Keraudren-Aymonin ( 1928 - 1981) fue una botánica francesa
Fue investigadora y taxónoma en el Museo Nacional de Historia Natural de Francia, en París.
Se especializó en la Flora de Madagascar y de Comores, de la familia de las Cucurbitáceas.
Se casó con Gérard Guy Aymonin, colega.

## Algunas publicaciones
- 1978. Taxonomic aspects of African economic botany. Proc. IX plenary meeting of Association pour l'Etude Taxonomique de la Flore d'Afrique Tropicale, AETFAT, Las Palmas de Gran Canaria, 18-23 de marzo de 1978

- 1970. Mitteilungen der Botanischen Staatssammlung München. 10 Proc. of the 7º plenary meeting of the Association pour l'Etude Taxonomique de la Flore de l'Afrique Tropicale, AETFAT, Munich, 7-12 de septiembre de 1970

- 1967. Flore du Cameroun: Cucurbitacées. Vol. 6. Editor Muséum Nat. d'Hist. Naturelle

### Libros
- monique Keraudren. 1983. Bégoniacées. Vols. 144-145 de Flore de Madagascar et des Comores. Editor Muséum Nat. d'Hist. naturelle, Lab. de Phanérogamie, 123 pp. ISBN 2856541658

1968. Recherches sur les Cucurbitacées de Madagascar. Mémoires du Muséum Nat. d'Hist. naturelle : Nouvelle série. Série B, Botanique 16 (2). Editor Ed. du Muséum, 330 pp.
- -----------------------------, andré Aubréville, jean-f. Leroy, b. Satabié. 1967. Cucurbitacées. Editor Muséum Nat. d'Hist. Naturelle, 143 pp.

## Honores

### Eponimia
- (Annonaceae) Polyalthia keraudreniae Le Thomas & G.E.Schatz[1]

- (Asclepiadaceae) Stapelianthus keraudreniae Bosser & Morat[2]

- (Begoniaceae) Begonia keraudreniae Bosser[3]

- (Convolvulaceae) Ipomoea keraudreniae Deroin[4]

- (Fabaceae) Vigna keraudrenii Du Puy & Labat[5]

- (Loranthaceae) Socratina keraudreniana Balle[6]

- La abreviatura «Keraudren» se emplea para indicar a Monique Keraudren como autoridad en la descripción y clasificación científica de los vegetales.[7]